# Erik Poulsen (Randers-politiker)
 For alternative betydninger, se Erik Poulsen. (Se også artikler, som begynder med Erik Poulsen)
Erik Poulsen (født 14. juli 1951 i Randers) er en dansk pædagog og politiker, der fra 1. januar 2010 var byrådsmedlem i Randers Kommune, valgt for Socialistisk Folkeparti, men senere blev løsgænger.
Efter kommunalvalget i 2009 lykkedes det Erik Poulsen at skabe et flertal for ham som borgmester gennem en konstituering med de borgerlige partier, men Kasper Fuhr Christensen, der også var kommende byrådsmedlem for SF, fortrød og indgik efterfølgende en konstituering med Socialdemokraterne og Beboerlisten, hvilket betød at Henning Jensen Nyhuus fortsatte som borgmester. Erik Poulsen meldte sig derefter ud af SF.
Siden 1986 havde Erik Poulsen været leder af institituionerne Hørhaven og Fiskergården i Randers.
Han var også partiets spidskandidat ved valget i 2005, men blev ikke valgt ind.